# Наносный

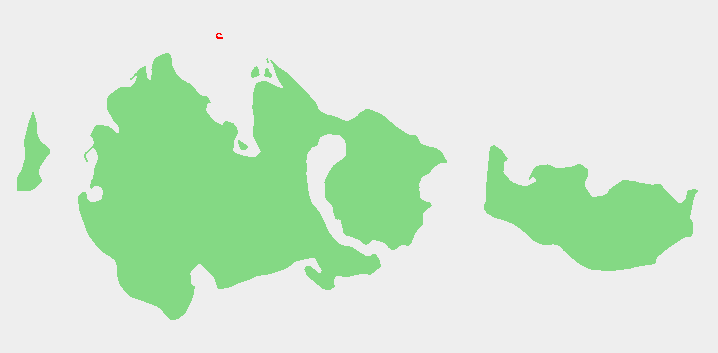
Наносный на карте островов Анжу

Нано́сный — остров в Восточно-Сибирском море, является частью островов Анжу в составе Новосибирских островов. Территориально относится к Республике Саха, Россия.
Расположен в нескольких километрах к северо-западу от полуострова Земля Бунге. Название говорит о том, что остров образовался путём намыва грунта. Покрыт песками, высота до 2 метров. Имеет неправильную овальную форму с вытянутым на севере полуостровом.
Постоянного населения на острове нет. Согласно административно-территориальному делению России остров находится на территории Булунского улуса Якутии.